# Octombrie 1993
Acest articol este generat integral pe baza informațiilor din articolul 1993 și este actualizat periodic de un robot.
 Editările făcute în articol vor fi șterse la următoarea actualizare! Dacă doriți să faceți modificări, editați articolul-sursă.

ianuarie -
februarie -
martie -
aprilie -
mai -
iunie -
iulie -
august -
septembrie -
octombrie -
noiembrie -
decembrie
Octombrie 1993 a fost a zecea lună a anului și a început într-o zi de vineri.

## Evenimente
- 7 octombrie: România a fost primită în Consiliul Europei, în urma solicitării din 21 martie 1990, după ce în 1991 Parlamentul primise statut de invitat special la Adunarea Parlamentară a Consiliului și Guvernul primise un statut similar, în urma aderării la Convenția culturală europeană.
- 7 octombrie: Contestat de colegii de breaslă, Mircea Dinescu renunță la funcția de președinte al Uniunii Scriitorilor, dând publicității o „Scrisoare către prieteni”, document cu valoare de demisie.
- 12 octombrie: Camera Reprezentanților a Congresului SUA votează în unanimitate pentru ca România să beneficieze de clauza națiunii celei mai favorizate.
- 12 octombrie: Camerele reunite ale Parlamentului aleg prin vot secret directorul SRI, funcție pentru care există o singură candidatură: Virgil Măgureanu.

## Nașteri
- 1 octombrie: Nako Mizusawa, actriță japoneză
- 2 octombrie: Michy Batshuayi, fotbalist belgian (atacant)
- 3 octombrie: Fidan Aliti, fotbalist albanez
- 4 octombrie: Nasser Chamed, fotbalist francez
- 4 octombrie: Alina Vuc, luptătoare română
- 7 octombrie: Rade Krunić, fotbalist bosniac
- 8 octombrie: Angus Turner Jones, actor american
- 8 octombrie: Garbiñe Muguruza Blanco, jucătoare spaniolă de tenis
- 8 octombrie: Barbara Palvin, model maghiar
- 10 octombrie: Vlad Dragoș Aicoboae, canotor român
- 14 octombrie: Gabriel Vasile Zaharia, Dumbrăvean
- 11 octombrie: Alexandra Mîrca, sportivă din R. Moldova
- 13 octombrie: Tiffany Trump, fiica lui Donald Trump și Marla Maples
- 16 octombrie: Caroline Garcia, jucătoare franceză de tenis
- 20 octombrie: Cătălin Carp, fotbalist din R. Moldova
- 23 octombrie: Fabinho (Fábio Henrique Tavares), fotbalist brazilian
- 26 octombrie: Pape N'Daw, fotbalist senegalez (atacant)
- 30 octombrie: Rareș Cucui, fotbalist român

## Decese
Irina Răchițeanu-Șirianu (n. Irina Răchițeanu), 73 ani, actriță română (n. 1920)
Teofil Vâlcu, 61 ani, actor român de teatru și film (n. 1931)
Dumitru Stăniloae, 89 ani, preot, teolog și profesor universitar român (n. 1903)
Cyril Cusack, 82 ani, actor irlandez (n. 1910)
Mircea David, fotbalist român (n. 1914)
Flora Nwapa (Florence Nwanzuruahu Nkiru Nwapa), 62 ani, scriitoare nigeriană (n. 1931)
Stefan Zoller, 79 ani, handbalist român (n. 1914)
Vincent Price (Vincent Leonard Price, Jr.), 82 ani, actor american (n. 1911)
Federico Fellini, 73 ani, regizor și scenarist italian (n. 1920)
River Phoenix (n. River Jude Bottom), 23 ani, actor, muzician și activist american (n. 1970)